# Catharina Boer

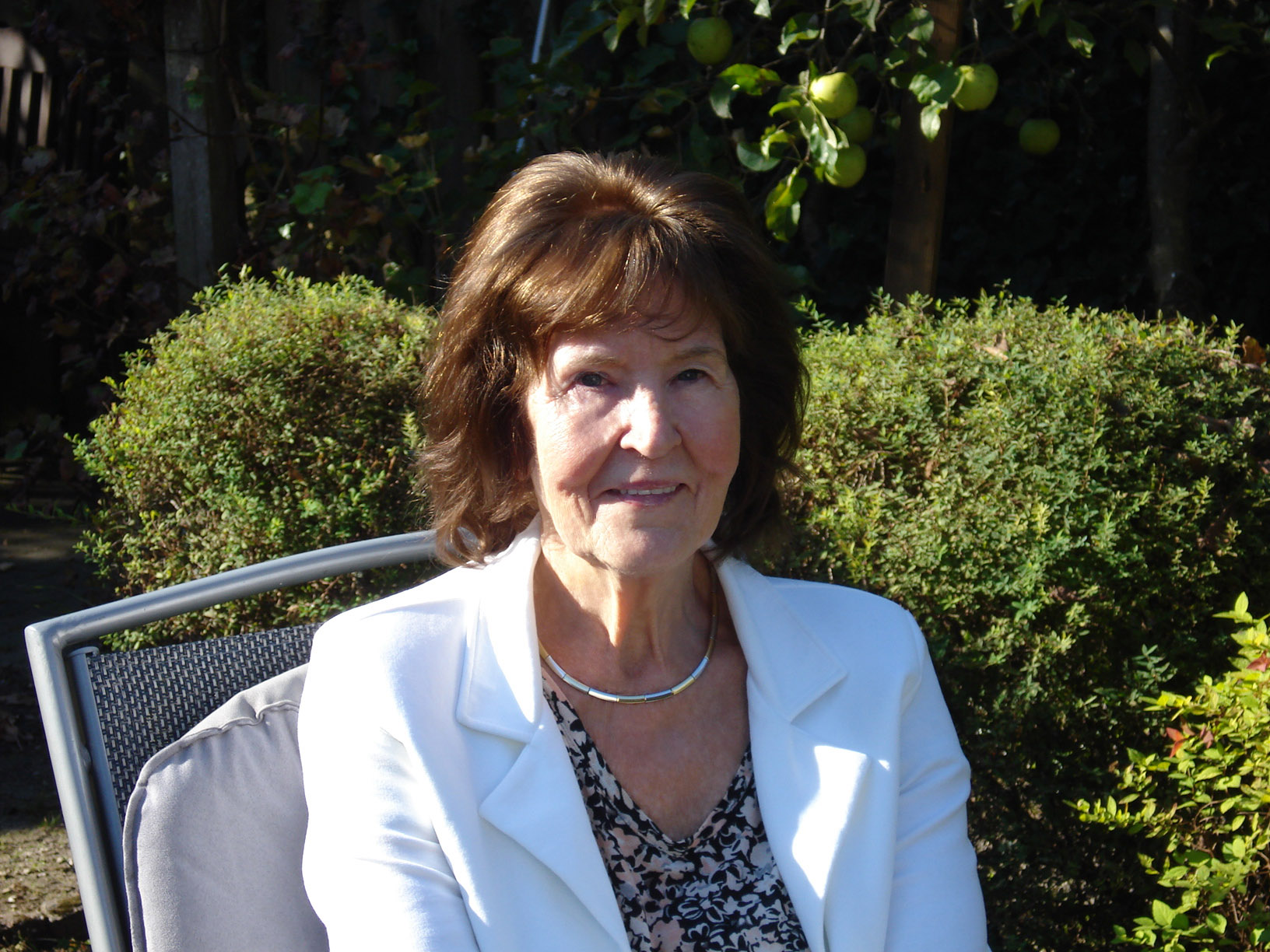
Catharina Boer in 2016

Catharina Boer (Utrecht, 7-10-1939 - Nuenen, 20-7-2019) was een Nederlandse dichteres en schrijfster van kort proza en toneel.

## Biografie
Haar gehele jeugd woonde zij in De Bilt. Sinds haar huwelijk met Albert Baggermans woonde zij in Nuenen.
Hoewel al veel eerder bezig met het schrijven van korte verhalen en poëzie, gaf zij haar eerste gedichtenbundel Ladders van Papier pas uit op de leeftijd van 35 jaar. Dit bij uitgeverij Opwenteling te Eindhoven en onder de naam: Karina Baggermans. Later ging zij terug naar haar eigen naam.
In totaal verschenen tot op heden (2016) 9 bundels, waarvan drie bij uitgeverij WEL te Bergen op Zoom, waaronder de bundel Zwijgwater die de Sint-Elisabethsvloed en indrukken van de Biesbosch bedicht. De bundel Heuvels en Rivieren, uitgeverij Demer, bedicht haar geboortestreek in de provincie Utrecht. De bundel Kraaien Verjagen, die het werk verdicht van Vincent van Gogh en ook bijdragen van bevriende dichters en kunstenaars bevat, verscheen naar aanleiding van een Van Gogh-herdenking.
Haar meest recente bundel: De spiegel van Hirundine, wederom uitgeverij WEL, bevat vooral gedichten die met het reizen te maken hebben, ook in figuurlijke zin: de levensreis, de zoektocht, het verstrijken en de herinnering.
Uit recensies komt zij naar voren als een dichteres met verrassende beelden, waarbij het verleden, de liefde en het water haar meest voorkomende motieven zijn.

## Prijzen
- Prijs van de stad Amersfoort, de zogenaamde Priemprijs voor proza
- Eerste prijs poëzie bij Uitgeverij De Vleermuis
- Eerste prijs poëzie bij de literaire groep De Raadselige Roos
- Bij de honderd beste van Turing, Amsterdam